# Ivar Folcker
Knut Ivar Teodor Folcker, född 25 september 1893 i Strömstad, död 7 oktober 1982 i Stockholm, var en svensk civilingenjör och en pionjär inom elektrisk belysning. Folcker var 1926 initiativtagare till Svenska föreningen för ljuskultur (nu Belysningsbranschen) som han startade tillsammans med 13 andra ledande personer inom den svenska belysningsindustrin. Organisationens syfte var att förbättra belysningsteknik och bedriva informationsverksamhet om hur belysningsarmaturer skulle utformas, placeras och användas.

## Biografi
Folcker avlade civilingenjörsexamen vid Kungliga Tekniska högskolan (KTH) år 1916. Därefter tjänstgjorde han några år vid SKF i Göteborg, som distriktsassistent vid Älvkarleby kraftverk och som byråingenjör vid vattenfallsstyrelsen innan han år 1923 kom till Nydqvist & Holm där han arbetade med kraftverksprojektering. År 1926 blev han överingenjör vid Osram-Elektraverken där han var verksam till år 1948 samtidigt som han tjänstgjorde som sekreterare i Svenska föreningen för ljuskultur.
När det elektriska ljuset etablerades i samhället efter första världskriget så introducerades glödlampan som var en ny typ av ljuskälla. Användningen var i början mycket primitiv och liknade mest det man var van vid från fotogenlampor och gaslampor. Att det elektriska ljuset behövde kultiveras, det vill säga styras, riktas och avskärmas i belysningsarmaturer, insåg i mitten av 1920-talet en liten grupp pionjärer där Ivar Folcker ingick.
Med bildandet av Ljuskultur fick Sverige en organisation som tog sig an uppgiften att verka för belysningens utveckling i samhället. Folcker var organisationen Ljuskulturs VD i hela 40 år från 1928 till 1968.
Det var en unik och mycket omfattande informationsverksamhet som bedrevs av Ljuskultur under Ivar Folckers ledning. Det arrangerades till exempel en utställning på Liljevalchs konsthall med temat "Ljuset i människans tjänst". Det hölls öppna föreläsningar i egna demonstrationslokaler på Kungsgatan i Stockholm och runtom i hela landet. En speciell ljusvecka hölls i Kungsträdgården med fasadbelysning av omkringliggande byggnader. Men det var framför allt utgivningen av en lång rad informationsbroschyrer som var imponerande. Facktidskriften Ljuskultur som givits ut sedan år 1934 publiceras fortfarande.
Folckers insatser som förkämpe för god belysning kom även att erkännas långt utanför landets gränser. År 1951 kunde Sverige stå som värd för en stor internationell belysningskongress. Åren 1959–1963 och 1965–1967 var Ivar Folcker dessutom ordförande i den internationella belysningskommissionen CIE. Det var ett stort erkännande, inte bara för Folcker själv, utan för hela den svenska belysningstekniken.